# Anchisquilla
Anchisquilla is een geslacht van kreeftachtigen uit de klasse van de Malacostraca (hogere kreeftachtigen).

## Soorten
- Anchisquilla chani Ahyong, 2001
- Anchisquilla fasciata (de Haan, 1844)
- Anchisquilla fasciaticauda Liu & Wang, 1998
- Anchisquilla subfasciata (Tate, 1883)